# David Was
David Was (* 26. Oktober 1952 in Detroit, Michigan als David Weiss) ist ein US-amerikanischer Musiker, Multiinstrumentalist, Musikproduzent und Musikjournalist. Zusammen mit seinem Bühnen„bruder“ Don Was ist er einer der Gründer der 1980er Pop-Band Was (Not Was).

## Leben
Was ist Detroit, Michigan geboren und aufgewachsen. Nach seinem Abschluss an der University of Michigan, verließ Was seine Heimatstadt und ging nach Kalifornien. Dort fand er eine Anstellung als Jazzmusikritiker bei der heute nicht mehr existenten Tageszeitung Los Angeles Herald-Examiner von Hearst. Durch diese Arbeit konnte er mit Sonny Rollins, Miles Davis und Mel Tormé Freundschaft schließen.

## Musik

### Was (Not Was)
Mit seinem Freund seit der Kindheit Don Was bildete er die Pop-Band Was (Not Was), schrieb dafür die Texte und die Musik und spielte verschiedene Instrumente, vor allem Flöte, Keyboards und Mundharmonika.
Von der New York Times im Jahr 1980 als "die funkieste Art-Funk-Band" bewertet, wirkten bei Was (Not Was) Vertreter des Funkadelic neben Jazzmusikern wie dem Trompeter Marcus Belgrave und dem Sänger Mel Tormé auch Musiker wie Ozzy Osbourne mit. Was (Not Was) veröffentlichten fünf Alben und landeten viermal in den Top-10-Single-Charts weltweit. Ihr jüngstes Album Boo! wurde im Jahr 2008 veröffentlicht und belegte in den verschiedenen Charts ebenfalls Plätze in den Top Ten.
unter dieses Jahres zehn Releases Platz auf vielen Kritikerlisten. Zwei der Single-Auskopplung ihrer 1988er Veröffentlichung What Up, Dog? belegten Top-Ten-Plätze, von denen die letztere, "Walk the Dinosaur" (1987), wurde für den Animationsfilm Ice Age 3 – Die Dinosaurier sind los durch Queen Latifah im Jahr 2009 neu aufgenommen und für den Einsatz in einem halben Dutzend anderen Spielfilmen lizenziert wurde.

### Musikproduzent
Was produzierte neben anderen Projekten zwei Soundtrack-Alben für die Akte X – Die unheimlichen Fälle des FBI-Fernsehserie und arbeitete für Fox und Disney. Er komponierte für die CBS-Fernsehserie The Education of Max Bickford, mit Richard Dreyfuss und erarbeitete auch die Musik für That Was Then, einer Fernsehserie von ABC aus dem Jahr 2002. Seine Titelmusik eröffnete viele Jahre die NFL pregame show von Fox Sports, während andere Kompositionen bei jedem NBA-, NHL- und MBA-Spielbericht auf Fox Sports benutzt wurden.
Was arbeitete als Musik- und Plattenproduzent mit Bob Dylan, Rickie Lee Jones, Roy Orbison, k.d. lang, Wayne Kramer (von MC5 fame) und dem Holly-Cole-Trio aus Kanada.

## Journalistik
Was ist  regulärer Mitarbeiter der Nachrichtenmagazin-Sendung Day to Day von National Public Radio sowie All Things Considered in denen er schreibt und sich verantwortlich für Kulturthemen zeigt.
Als Journalist arbeitet er nebenher für Publikationen wie New York Times, Wall Street Journal, Detroit News, Seattle Post, Entertainment Weekly, Golfweek, Golf und Travel & Golf. Derzeit schreibt er eine Kolumne für Newsweek und trägt zum Men's Journal und der LA Daily News bei.